# شهرستان فوچنگ
شهرستان فوچنگ (به لاتین: Fucheng County) یک منطقهٔ مسکونی در چین است که در هنگشوی واقع شده‌است.